# Moinho de Vento da Longueira
O Moinho de Vento da Longueira é um edifício histórico na localidade da Longueira, no Município de Odemira, na região do Alentejo, em Portugal.

## Descrição
O monumento situa-se no Largo dos Moinhos, no centro da aldeia da Longueira. A Sul situa-se um outro moinho de vento, de construção semelhante.
Consiste num edifício de planta circular simples, construído em pedra aparelhada e rebocada, caiado em tons brancos e decorado com barras azuis no soco e em redor da porta e das janelas. A cobertura é formada por chapas zincadas com um tejadilho, rodando sobre uma estrutura de madeira de forma a melhor captar o vento. Este sistema de rotação é muito simples, e consiste num sarilho interior. No interior existem vários utensílios ligados à operação do moinho, como peneiras, pesos e uma balança.

## História
De acordo com a tradição oral e o registo na entrada do edifício, este terá sido construído em 1920. Foi adquirido pela autarquia de Odemira em 1991, no sentido de fazer obras de restauro e permitir que voltasse a funcionar, conservando desta forma uma importante tradição regional. Um funcionário foi destacado para servir de moleiro, e após a sua aposentação o edifício passou a ser utilizado como posto de turismo, função que manteve apenas durante cerca de dois anos.
O processo para a classificação do imóvel acabou por ser arquivado, tendo o correspondente despacho de encerramento sido publicado em 30 de Março de 2006.

## Leitura recomendada
- QUARESMA, António Martins (2009). Cerealicultura e farinação no Concelho de Odemira: Da Baixa Idade Média à época contemporânea. Odemira: Câmara Municipal de Odemira. 124 páginas. ISBN 978-989-8263-02-5
- QUARESMA, António Martins (2000). Rio Mira, Moinhos de Maré. Aljezur: Suledita. 89 páginas. Consultado em 20 de Maio de 2022 – via Biblioteca Digital do Alentejo
- TENDEIRO, Gonçalves Ana (2009). Os moinhos do Concelho de Odemira no século XXI. Odemira: Câmara Municipal de Odemira